# Xã South Bend, Quận Blue Earth, Minnesota
Xã South Bend (tiếng Anh: South Bend Township) là một xã thuộc quận Blue Earth, tiểu bang Minnesota, Hoa Kỳ. Năm 2010, dân số của xã này là 1.682 người.